# Nakk
Nakk Mendosa ou simplement Nakk, de son vrai nom Narcisse Kamga, est un rappeur français d'origine camerounaise, né le 30 mars 1976 à Bobigny.

## Biographie

### Jeunesse et débuts
Narcisse Kamga est né et a grandi dans la cité Paul Éluard à Bobigny, en Seine-Saint-Denis. Il commence sa carrière en 1996 avant son apparition en 1997 sur la chanson 11’30 contre les lois racistes : « Je rappais depuis un an à l’époque de la sortie du morceau. Je n’avais que quatre lignes mais j’étais à côté de grands noms quand même. Il y avait Akhenaton, Assassin ou le Ministère A.M.E.R.... »
Avec son deuxième groupe, Soldafada, Nakk se produit d'abord dans sa ville au « XXL », un festival monté par l'association « Le Consortium de Paul » (allusion à Paul Éluard) connu des amateurs de hip-hop bien au-delà des frontières de la Seine-Saint-Denis. Après avoir été consacré « Découverte du Printemps de Bourges » en 1998, Soldafada effectue une vingtaine de dates (Le Hot Brass et l'Élysée-Montmartre à Paris, La Pêche à Montreuil…) et enregistre un album, Bobigny Terminus, publié en 1998.

### Carrière solo
Nakk se consacre à une carrière en solo en 1999. Il se produit notamment au Paléo Festival de Nyon, en Suisse, aux côtés de la rappeuse Bams, sur l'album de laquelle il apparaît. Il est également bien accueilli au Québec, au Canada, à l'occasion d'une série de concerts à Montréal[réf. nécessaire]. Outre le single La tour 20, produit par Midaxx (La Mifa), le mini-album comprend cinq autres titres. Les yeux de la colère, produit par Ivan (Ärsenik, Pit Baccardi et Fabe) qui est le titre le plus sombre « Un rap de mauvaise humeur », précise Nakk[Où ?][réf. nécessaire]. Surnakkurel II, produit par SR, est la comptine d'une soirée qui tourne mal. Entre 1999 et 2002, il collabore avec Bombattrack. En parallèle, il est signé avec BMG en 2000, mais jeté trois ans plus tard après une restructuration du label.
Un morceau, produit par 20Syl (Koma, Sully Sefil…), illustre le goût de Nakk pour l'écriture et l'art du contre-pied.
Soit un titre qui exprime non le point de vue du rappeur mais celui du morceau lui-même. Boboch Connexion, produit par SR, est un freestyle, au son très electro enregistré avec le groupe Les 10, composé des frères L'indis et Lavokato, ramenant aux origines du hip-hop et à Bobigny. En mai 2006, il publie le street-album Street minimum qui mélange inédits et apparitions sur divers projets.
Le 18 octobre 2010, il publie son album Le monde est mon pays qui comporte 24 chansons, dont 6 bonus. Il fait participer Seth Gueko, Dosseh, Despo Rutti, Nessy, Les 10, Mac Tyer et Halim (bonus). Il y poursuit la saga Surnakkurel avec le 4e épisode, où il narre une soirée avec une femme de footballeur qui aurait pu mal tourner.
Nakk annonce son retour en 2012 avec son street-album Darksun, publié le 19 mars 2012. L'un des premiers extraits, remix de Invincible, voit la collaboration de Dixon, Mokless, Médine, Jeff Le Nerf, Youssoupha, REDK, et Lino. Le 10 décembre 2012, Nakk publie le coffret Trilogique en édition limitée, rassemblant ses trois derniers projets Street Minimum, Le monde est mon pays, et Darksun. Son EP de dix chansons Supernova est publié le 18 mars 2013, et atteint la 88e place des classements musicaux. Ce projet, porté par le titre clippé Devenir quelqu'un, et des collaborations (dont le titre clippé Dans la zone en featuring avec Grödash), confirme le renouvellement de Nakk en matière de textes, technicité et de flow. En juillet 2012, il publie le premier volet de son album Darksun.
En 2015, Nakk publie sa chanson Astral, prémisse de son prochain album Darksun 2.
Nakk publie l'album Darksun 2 le 26 février 2016, qui comporte 15 chansons, et fait participer Lino, Nekfeu, Mac Tyer, Dixon, et Joe Lucazz. Juste avant la sortie de l'album, Nakk apprendra la mort de son frère, mais décidera de sortir cet album quand même. De son album, il clippe la chanson Mourir en chantant.

## Discographie
- 1998 : Bobigny Terminus (album Soldafada)
- 2002 : Début EP (EP solo)
- 2006 : Street minimum (street album solo)
- 2010 : Le monde est mon pays (double album solo)
- 2012 : Darksun (street album solo)
- 2012 : Trilogique (coffret 3 albums/4CDs)
- 2013 : Supernova (EP solo)
- 2016 : Darksun 2 (album solo)

## Apparitions
- 1997 : Soldafada feat. IAM, Mystik, Assassin, Passi, Stomy Bugsy, Fabe, Kabal, Arco, Yazid, Rootsneg etc. - 11'30 contre les lois racistes
- 1997 : Ménélik feat. Nakk - Charade (sur l'album Je me souviens de Ménélik)
- 1999 : Les 10' et Nakk - Un Jour Inch'Allah (sur la mixtape Un jour peut-être de Kerozen)
- 1999 : Les 10' et Nakk - Hold Up (sur la compilation La contrebande présente des mots vrais dans nos valises)
- 1999 : Soldafada feat. Fonky Family, Sinistre, KDD, Akhenaton, Chiens de Paille, Mystik, Prodige Namor, 2 Neg, Driver, Endo etc. - 16'30 contre la censure
- 1999 : Bams feat. Nakk - Pas merci (sur l'album Vivre ou mourir de Bams)
- 2000 : Nakk - La Rouille (sur la mixtape Au centre du freestyle Vol.3 de DJ Nicolson)
- 2000 : Nakk - Freestyle (sur la compilation Sang d'encre de Jean-Pierre Seck)
- 2001 : Sakage Kronik & Nakk - Faut k’ça swing sec (sur la street-tape Le beat, le flow, les mots de Sakage Kronik)
- 2001 : Nakk - Faut qu'on s'serre les coudes (sur la compilation Coup 2 Poker (Juvenil))
- 2001 : Nakk - La tour 20 (sur la compilation Original Bombattak)
- 2001 : Nakk feat. Les 10 et Wallen - On se reverra là haut (sur la compilation Original Bombattak)
- 2001 : Nakk feat. X-Men - Ferme ta gueule (sur la compilation Original Bombattak)
- 2001 : Nakk - Le syndrome du trom' (sur la compilation Original Bombattak)
- 2002 : Nakk - Freestyle (sur la mixtape Rimes et Gloire volume 2 d'Alpha 5.20)
- 2003 : Sakage Kronik, Les 10' Nakk - On dit (sur la street-tape Le beat, le flow, les mots vol.2 de Sakage Kronik)
- 2003 : Nakk - Voilà pourquoi (sur la compilation L'underground contre la violence)
- 2003 : Nysay feat. Nakk - Freestyle (sur la mixtape Starting blocks de Nysay)
- 2004 : Nakk feat. Jok'R - On est al (sur la street-tape Ouais ouais style de M.a.s.s)
- 2005 : Nakk - Sale histoire
- 2005 : Nakk - Autopsie (sur le street CD Carter Bros. et 5Prod présente Autopsie)
- 2005 : Seth Gueko, le K-fear, Brasco et Nakk - Animalie (sur l'album Barillet Plein de Seth Gueko)
- 2005 : Sakage Kronik feat. Nakk - Mené au score (sur l'album Chroniques d'un saccage de Sakage Kronik)
- 2005 : Nakk - Au moment où je parle (sur la compilation Neochrome Vol.3)
- 2006 : Baabwaan feat. Nakk - Histoire d'écrire (sur l'album Baptême du feutre de Baabwaan)
- 2006 : Monseigneur Mike feat. Nakk - Gangsta rap au champagne (sur l'album Monseigneur Mike City de Monseigneur Mike)
- 2006 : Nakk - Ils disent (sur la compilation Néochrome All Stars)
- 2006 : Nakk - Chanson triste (sur la compilation Néochrome All Stars)
- 2006 : Al.kpote, Ades, Seth Gueko, Brasco, Farage, Ndal, Fils-l et Nakk - Enfants du béton (sur la compilation Néochrome All Stars)
- 2006 : Brasco, Ades, Seth Gueko, Fis-l, Nakk et Loko - La rue dans le sang (sur la compilation Néochrome all stars
- 2006 : Seth Gueko, Fis-l, Nakk, Ades, Ndal et Al.kpote - La course à la maille (sur la compilation Néochrome all stars
- 2006 : Grödash feat. Nakk, Kizito, OGB, Larsen, Adès, Smoker et Joe Lucazz - Bad Boyz de Paname (sur le street CD de Grodäsh, Illegal muzik)
- 2006 : Monseigneur Mike feat. Nakk & 50 Cent - Outta Control (sur la mixtape de Monseigneur Mike mixé DJ Komplex  Grand Theft Audio)
- 2006 : Monseigneur Mike feat. Nakk & 112 - Sky's the Limit (sur la mixtape de Monseigneur Mike mixé DJ Komplex  Grand Theft Audio)
- 2006 : Monseigneur Mike feat. Nakk & Jadakiss - Time is Up (sur la mixtape de Monseigneur Mike mixé DJ Komplex  Grand Theft Audio)
- 2006 : Diomay,Baabwaan et Nakk - La Boucle (sur l'album de Diomay  Street Crédibilité)
- 2007 : Futur Proche feat. Nakk et Brasco - Je voulais te dire (sur l'album de Futur Proche, Tristesse personnelle)
- 2007 : Nakk feat. Futur Proche & Exs - Laisse-nous (sur la mixtape Têtes brûlées Vol.4)
- 2007 : Maj Trafyk feat. Nakk - Salaires de ministre (sur l'album de Maj Trafyk, Chrysalide)
- 2007 : Nakk feat. Unité 2 Feu (Al K-pote+Katana) et Brasco - Citoyen (sur la mixtape Rap de banlieusard)
- 2007 : Joey Starr, Nakk et X-Men - Freestyle (sur la mixtape de Joey Starr L'anthologie)
- 2007 : Nakk feat. Joe Lucazz & Al Kpote - On fait nos bails (sur la Mixtape de Joe Lucazz  Rap de Banlieusard 2)
- 2008: Nakk feat. Zekwé Ramos - Gonfle Le Chiffre D'affaires (sur la mixtape de Zekwé Ramos  Rap de Banlieusard 3)
- 2008 : Nakk - Je vise la lucarne (sur la compilation Département 93)
- 2008 : Al K-Pote feat. Nakk, Adès, Kevin Ramos & Farage - On crêve à petits feux sur l'album d'Al K-Pote, L'empereur)
- 2009 : Karna feat. Nakk - Opérationnel sur l'album de Karna, Petit miracle)
- 2009 : Beuz feat. Nakk - À partir de rien (sur la mixtape Seulement une plume pour me ronner des éiles)
- 2009 : Farage feat. Ades, Loko et Nakk - Marche ou crève sur l'album de Farage  Témoin du mal)
- 2009 : Nakk feat. Monseigneur Mike - Surveille tes seufs (sur la mixtape de Monseigneur Mike  Best of the Source)
- 2009 : Ortom feat. Nakk - Rap addict (sur le street album de Ortom Preliminaires avant Feat Fucking)
- 2010 : Futur Proche feat. Braille, Shak, Salif & Nakk - Dirty Gloves (sur la mixtape de Futur Proche  Par tous les temps vol. 3)
- 2010 : Secro Star feat. Nakk - On s'fait tout seul (sur la mixtape de Secro Star, Secrologie Vol.2)
- 2010 : Sentinl feat. Nakk - L'un est l'autre (sur l'album de Sentinl, La tête ailleurs)
- 2011 : L'indis feat. Nakk, Jeff Le Nerf & Loko - Mes classiques Remix (sur l'EP de L'indis, Mes classiques)
- 2011 : Boldo MTK Soldiers feat. Nakk & Leksyougo - C'est des amateurs (sur le street-album de MTK Soldiers, La Krashtape)
- 2011 : Swift Guad feat. Nakk, Zoxea, L'indis, Nubi & Paco - Mise à jour (sur l'album de Swift Guad, Hécatombe 2.0)
- 2012 : Zoxea feat. Nakk, Guizmo, Mokless, Melopheelo, Dany Dan, Tiwony, Disiz, Youssoupha, Fuzati (et Morsay) - C’est Nous Les Reusta (Remix) (sur la réédition de l'album de Zoxea, Tout dans la tête)
- 2012 : L'Indis feat. Nakk, Deen Burbigo, Sear Lui-Même, Dinos Punchlinovic, Jojo L'Affreux - Ma Génération (sur l'album de L'indis, Mon refuge)
- 2012 : Fizzi Pizzi feat. Nakk - Pas d'ça chez nous (sur l'EP de Fizzi Pizzi Pas de Grisbi pour un CD)
- 2012 : Nakk, Dixon, Zekwe Ramos, Deen Burbigo, Alpha Wann, Joke - La Galette (sur la compilation We Made It de Golden Eye Music)
- 2012 : Atheena feat. Nakk, S.Pri Noir, Saké, Lamenas, Kamnouze, Demon One, LangSoul - Français (sur l'EP d'Atheena, Prélude)
- 2012 : Seth Gueko, Alkpote, Zekwé Ramos feat. Nakk, Sofiane, Sadik Asken, Lino, Katana, Joe Lucazz, Skp, Dinos Punchlinovic, Boubzi - Neo Come Back (sur l'album commun de Seth Gueko, Alkpote, Zekwé Ramos Néochrome Hall Stars Game)
- 2013 : Maj Trafyk feat. Nakk - Goudron et plumes (sur l'album Petite prophétie de Maj Trafyk)
- 2013 : Rma2n feat. Nakk - Nostalgique (sur l'album Young C.E.O de Rma2n)
- 2013 : Shone Holocost feat. Nakk & Jarod - Triste Époque (sur la compilation La Mort du Rap Game du Ghetto Fabulous Gang)
- 2013 : Bakar & Nakk - Je suis (sur la compilation À La F¨ck You)
- 2013 : Nakk - Marche Arrière (sur la compilation Marche Arrière du Gouffre)
- 2023 : Sameer Ahmad feat. Nakk - Mi Casa (sur La Vie est bien faite)